# Divine Madness
Divine Madness — второй концертный альбом американской певицы и актрисы Бетт Мидлер, выпущенный в 1980 году под лейблом Atlantic Records.
Содержимое альбома было скомпоновано из музыкальных номеров фильма «Божественное безумие», выход которого состоялся в том же году. В отличие от предыдущего концертного альбома, здесь все юмористические номера были вырезаны; также в альбом не были включены песни: «Do You Want to Dance?», «Ready to Begin Again», «My Way», «To the South Seas/Hawaiian War Chant», «Ebb Tide» и «The Rose», которые прозвучали в фильме. Некоторые из песен были перезаписаны позднее в студии.
Альбом, ровно как и фильм, ждал умеренный успех у публики, он смог достичь лишь 34-й позиции в чарте Billboard Top LPs & Tape.

## Список композиций
| №  | Название                  | Длительность |
| -- | ------------------------- | ------------ |
| 1. | «Big Noise from Winnetka» | 3:52         |
| 2. | «Paradise»                | 4:09         |
| 3. | «Shiver Me Timbers»       | 3:56         |
| 4. | «Fire Down Below»         | 3:05         |
| 5. | «Stay With Me»            | 6:24         |

| №  | Название                                                          | Длительность |
| -- | ----------------------------------------------------------------- | ------------ |
| 6. | «My Mother’s Eyes»                                                | 2:29         |
| 7. | «Chapel of Love»/«Boogie Woogie Bugle Boy»                        | 4:02         |
| 8. | «E Street Shuffle»/«Summer (The First Time)»/«Leader of the Pack» | 9:42         |
| 9. | «You Can’t Always Get What You Want»/«I Shall Be Released»        | 5:56         |

## Позиции в хит-парадах
| Хит-парад (1980)              | Высшая позиция |
| ----------------------------- | -------------- |
| Австралия (Kent Music Report) | 20             |
| Новая Зеландия (RMNZ)         | 12             |
| США (Billboard 200)           | 34             |